# Thoái hóa đốt sống cổ
Thoái hóa đốt sống cổ hay còn gọi là thoái hóa cột sống cổ là một trong những tên gọi của tình trạng bệnh lý thoái hóa hệ thống xương cột sống do nhiều nguyên nhân khác nhau trong công việc, lao động, hoạt động, tuổi tác. Nó là quá trình bệnh lý ở các đốt sống cổ, bắt đầu bằng những hiện tượng hư khớp ở các diện thân đốt, đĩa liên đốt tới các màng, dây chằng, dần dần về sau xuất hiện hiện tượng thoái hóa các đốt sống, gây đau vùng cổ, nhất là khi vận động vùng cổ. Thoái hóa cột sống cổ là một trong những căn bệnh phổ biến của xã hội. Thoái hóa đốt sống cổ và lưng không chỉ ở những người già mà còn ở cả những người trẻ thường làm việc trong văn phòng, ít vận động hoặc phải cúi nhiều là bệnh thường gặp ở những người phải sử dụng nhiều động tác ảnh hưởng đến vùng đầu cổ. Các dấu hiệu điển hình của bệnh có thể dễ nhận thấy là cổ cứng nhắc khó xoay chuyển kèm với dấu hiệu đau, đau cổ sau đó lan xuống vai, đau ở các khớp cổ và vai, ngoài ra còn đau đầu không rõ nguyên nhân... Thoái hóa đốt sống cổ gây ra nhiều khó khăn trong sinh hoạt và lao động cho người bệnh. Tỷ lệ mắc bệnh đều gặp cả hai giới nam và nữ gần như ngang nhau.

## Triệu chứng

### Biểu hiện
Nhìn chung, người bệnh có các cảm giác đau, mỏi, nhức khó vận động vùng cổ là biểu hiện thường thấy nhất ở bệnh nhân mắc phải căn bệnh này. Hầu hết các bệnh nhân bị thoái hóa cột sống cổ và cột sống lưng luôn có cảm giác đau buốt khó chịu, khó chịu ngay cả khi nghỉ ngơi, mọi cử động đều gây nên đau đớn. Người bệnh không thấy có cảm giác khác thường nhưng sau đó, những triệu chứng sau:
- Các động tác cổ bị vướng và đau thậm chí có thể thỉnh thoảng bị vẹo cổ.
- Cơn đau kéo dài từ gáy lan ra tai, cổ, ảnh hưởng tới tư thế đầu cổ, "tư thế vẹo cổ", tư thế sái cổ, đau lan lên đầu, có thể nhức đầu ở vùng chẩm, vùng trán, đau từ gáy lan xuống bả vai, cánh tay ở một bên hay ở cả hai bên.
- Khi vận động cổ thì bị đau, cơn đau kéo dài từ gáy lan ra tai, cổ, đau lan lên đầu, có thể nhức đầu ở vùng chẩm, vùng trán, đau từ gáy lan xuống bả vai, cánh tay ở một bên hay cả hai bên. Trong một số ít những trường hợp, mất cảm giác khéo léo của tay, đôi khi cánh tay và bàn tay có thể bị tê liệt.

Có trường hợp bệnh nhân khi gặp không khí lạnh tràn về (trở trời) kết hợp với một tư thế nằm không thuận lợi ban đêm có thể gây cứng cổ sáng hôm sau. Người bị cứng cổ không tự đi được và rất sợ những cơn ho, hắt hơi. Có người đau ê ẩm vùng gáy hoặc cả mảng đầu sau, rồi lan sang mảng đầu bên phải. Một số khác đau liên tục, không quay đầu sang trái hay sang phải được mà phải xoay cả người...
- Dấu hiệu Lhermitte: Còn được gọi là triệu chứng của bệnh thoái hóa đốt sống cổ đa xơ cứng hay hiện tượng ghế thợ cắt tóc. Đó là cảm giác khó chịu đột ngột như luồng điện đi xuống cổ xuống xương sống, thậm chí cả tay, chân, ngón tay và ngón chân. Biểu hiện này mạnh hơn khi cúi cổ về trước, nó có thể nhanh chóng kết thúc hoặc kéo dài ám ảnh.

### Chẩn đoán
Bệnh nhân đau mỏi kiểu cơ học, đau tăng khi vận động, giảm khi nghỉ ngơi, nhiều triệu chứng hạn chế vận động cột sống cổ: khó cúi, ngửa, nghiêng, quay cổ còn có kèm tiếng lắc rắc khi vận động cột sống. Thoái hóa cột sống cổ có thể không có triệu chứng mà chỉ có hình ảnh trên Xquang. Chụp Xquang thấy có hình ảnh tam chứng của thoái hóa: hẹp khe khớp, đặc xương dưới sụn và mọc gai xương (mỏ xương). Bệnh biểu hiện dưới dạng thoái hóa đĩa đệm, thoái hóa đốt sống (cảm giác gai xương)... làm biến dạng cột sống cổ, mất đường cong sinh lý cột sống cổ, khớp đốt sống cổ cứng lại, hạn chế vận động. Khi vận động đầu cổ, gai xương này kích thích, chèn ép vào rễ thần kinh gây đau. Bệnh có thể diễn ra ở đĩa đệm. Đĩa đệm bị thoái hóa, lồi ra bên ngoài vị trí ban đầu hoặc thoái vị về một phía chèn ép vào rễ thần kinh gây đau và hạn chế vận động, đặc biệt trong các tư thế cúi, ngửa.
- Khi mắc bệnh, các cử động ở cổ bị hạn chế, có thể có cảm giác khó quay đầu, cứng gáy, có điểm đau khi ấn vào các gai xương, các mỏm ngang của cột sống cổ. Chụp X quang cột sống cổ thấy mất đường cong sinh lý, hẹp đĩa liên đốt, biến dạng ở thân đốt và thấy có các gai xương.[2]
- Khi khám chỉ thấy các cử động ở cổ bị hạn chế nặng, bệnh nhân có thể cảm giác cứng gáy, có điểm đau khi ấn vào các gai xương và các mỏm ngang của cột sống cổ, chụp X-quang cột sống cổ thấy mất đường cong sinh lý, hẹp đĩa liên đốt, biến dạng ở thân đốt, có các gai xương.
- Ngoài ra, với chứng thoái hóa đốt sống cổ ở cao (đoạn C1- C2 - C4), người bệnh còn có triệu chứng nấc, ngáp, chóng mặt.

Cận lâm sàng: thông qua các xét nghiệm, bác sĩ sẽ phát hiện những triệu chứng của thoái hóa đốt sống cổ bên trong như hẹp lỗ gian đốt sống, biến đổi trương lực mạch, ghi điện thế gợi cảm thân thể bất thường, gợi vận động nhạy hơn...

## Nguyên nhân
Tư thế hoạt động sai là một trong những nguyên nhân quan trọng gây ra thoái hóa đốt sống cổ. Làm việc kéo dài, ít vận động là những nguyên nhân chủ yếu gây là bệnh thoái hóa đốt sống cổ. Những công việc luôn đòi hỏi cúi nhiều, ngửa nhiều, mang vác nặng trên đầu hay ngồi trước màn hình vi tính quá lâu (Hội chứng màn hình máy tính) cũng sẽ làm sai lệch cấu trúc bình thường của cổ, dẫn tới biến đổi mô xương, dây chằng, cơ và dễ dẫn đến thoái hóa các mô cột sống hoặc hình thành các gai xương đốt sống. Đặc biệt là làm việc máy tính nhiều, ít vận động là một trong những nguyên nhân gây ra thoái hóa đốt sống cổ, vôi hóa cột sống, gai cột sống. Nhất là khi làm việc, vị trí đặt tay trên bàn làm việc hay đối với máy tính quá cao hoặc quá thấp. Vùng cổ và vùng gáy không được thường xuyên cử động, hoặc chỉ giữ nguyên một tư thế. Thường xuyên nhìn lên rồi lại nhìn xuống. Vị trí ngồi quá thấp so với bàn làm việc. Ngoài ra, trong nhiều trường hợp, nguyên nhân thoái hóa đốt sống cổ còn có thể là do chế độ dinh dưỡng (ăn uống thiếu chất, sụt giảm hàm lượng calci, vitamin, magnesi...) hay thói quen sinh hoạt (cúi hoặc ngửa cổ quá nhiều, mang vác vật nặng trên vai hoặc cổ khi làm việc, kê gối quá cao khi ngủ, lạm dụng bia rượu, thuốc lá). Trong khi ngủ chỉ nằm 1-2 tư thế, không có thói quen trở mình khi ngủ. Lựa chọn gối kê không phù hợp (gối quá cao và gối quá mềm).
Nhóm nguy cơ cao về bệnh này là những người thường xuyên làm việc ở tư thế cúi, cử động nhiều ở vùng đầu cổ, cường độ lao động cao (làm suốt ngày không nghỉ) và thâm niên lao động (tuổi nghề). Những người dễ bị thoái hóa đốt sống cổ nhất là người đi cấy, thợ cấy (thoái hóa đốt sống cổ và đốt sống lưng), thợ cắt tóc, nha sĩ, bác sĩ chuyên khoa răng, thợ sơn trần, thợ trát vách, diễn viên xiếc. Đây cũng là bệnh thường gặp nhất đối với những người làm việc trong văn phòng (thuộc nhóm bệnh văn phòng). Nhân viên văn phòng là một trong những đối tượng có khả năng mắc chứng bệnh này cao nhất do thường xuyên ngồi một chỗ, ít vận động, ít thời gian nghỉ ngơi. Người cao tuổi cũng là một đối tượng nguy cơ cao. Thoái hóa đốt sống cổ thường xuất hiện ở người đã qua tuổi trung niên (40 - 50 tuổi) Ở những người cao tuổi, do quá trình lão hóa các đĩa liên đốt, các thân đốt do tưới máu kém nên dễ xuất hiện bệnh hơn ở người trẻ tuổi. Những người có người thân từng mắc căn bệnh này cũng có nguy cơ mắc bệnh nhiều hơn những người trong gia đình không có người bị bệnh.

## Hậu quả
Thoái hoá đốt sống cổ làm cột sống ảnh hưởng, các khớp có thể bị biến dạng, sưng gây đau, làm hạn chế vận động. Hội chứng thần kinh: đau dây thần kinh chẩm, vai, gáy và hội chứng vai, cánh tay. Người bệnh cũng có thể bị rối loạn thần kinh thực vật ở vùng cổ, vai, tay. Hội chứng tuần hoàn gây ra hẹp lỗ ngang, làm cho hẹp động mạch đốt sống, gây ra tình trạng thiểu năng sống nền (thiếu máu miền não sau) làm cho bệnh nhân thấy ù tai, mờ mắt, chóng mặt. Thoái hoá đốt sống cổ còn có thể gây bại liệt một hoặc hai tay, gây hội chứng chèn ép tủy, cổ, rối loạn cảm giác tứ chi, rối loạn thực vật, chèn ép rễ thần kinh, tủy hoặc cả hai hoặc gây rối loạn thần kinh thực vật. Các biến chứng có thể gặp của bệnh bao gồm các triệu chứng chèn ép thần kinh gây đau dọc từ cổ xuống vai và cánh tay một hoặc cả hai bên, chèn ép các động mạch đốt sống gây đau đầu, chóng mặt, hãn hữu có chèn ép tủy, biểu hiện bằng yếu, đau tứ chi, đi lại khó khăn hoặc liệt không vận động được. Thoái hóa đốt sống cổ rất có thể gây tổn thương vào lỗ tiếp hợp ảnh hưởng đến rối loạn tuần hoàn não. Đốt sống cổ bị thoái hóa để lâu không điều trị sẽ dẫn đến các nguy cơ như hạn chế khả năng cung cấp máu lên não của cơ thể, rất nguy hiểm.

## Phòng trị

### Các khuyến nghị
Thoái hóa đốt sống cổ là căn bệnh chịu ảnh hưởng nhiều của yếu tố nghề nghiệp gây nên, cho sau mỗi ngày làm việc cần được xoa bóp (mát-xa), chăm sóc trực tiếp đến vùng này, không nên quá gắng sức trong công việc. Cần phân phối hợp lý giữa thời gian lao động và nghỉ ngơi, hạn chế mức tối đa những tác động không tốt đến các đốt sống cổ. Đối với người làm công tác văn phòng, làm việc với máy vi tính, cần tạo lập thói quen bảo vệ sức khỏe ngay tại nơi làm việc, với những động tác luyện tập hay vươn vai đơn giản, không ngồi ỳ bên máy tính trong thời gian quá dài và kết hợp cùng một chế độ ăn uống khoa học. Ngoài ra, ghế làm việc phải có độ cao thích hợp so với bàn làm việc và máy tính. Không để ghế ngồi quá cao hay quá thấp. Giữ khoảng cách hợp lý từ tay đến bàn làm việc hay máy tính. Nên sử dụng máy tính có màn hình lớn, tối thiểu là từ 17 inch trở lên giúp các cơ cổ không bị căng, mỏi. Ngồi cách màn hình vi tính 50 – 66 cm và đặt màn hình dưới tầm mắt khoảng 10-20 độ. Không để tầm màn hình quá cao hoặc quá thấp hơn so với tầm mắt. Khi ngồi gần nên chỉnh ghế sao cho 2 cẳng tay song song với nền nhà. Luôn giữ thẳng lưng và 2 vai giữ ngang bằng. Nếu sử dụng đồ kẹp hồ sơ dùng khi đánh máy thì kẹp này nên để càng sát màn hình càng tốt. Khi ngủ hãy thường xuyên chuyển mình, tránh nằm chỉ một hoặc 2 tư thế sẽ rất dễ bị vẹo cổ. Không nằm sấp, bởi tư thế này sẽ khiến cho cổ bị gập xuống rất dễ gây nên chứng thoái hóa đốt sống cổ. không nên nằm gối đầu quá cao. Để đề phòng hiện tượng "gãy", trật khớp mỏm nha gây liệt tứ chi hoặc tử vong, người bệnh không được "vặn", "ấn cổ". khi nằm, cần có gối đầu với độ dày vừa phải, tránh tư thế quá ưỡn cổ hoặc cúi gấp cổ.
Một số lưu ý:
- Thay đổi tư thế làm việc sai lệch như ngồi làm việc trước màn vi tính, hoặc ngồi xem ti vi kéo dài.
- Không nên có động tác vặn bẻ cổ đột ngột khi thấy mỏi, bởi tất cả các động tác này sẽ làm tăng thoái hóa đốt sống cổ.
- Không nên đội nặng trên đầu.
- Không nên ngồi cúi gấp cổ quá lâu (xem tivi, đọc sách, báo); ngồi tàu xe đường dài cần có bản tựa đầu và tựa lưng.[4]
- Cần luyện tập thể dục nhẹ nhàng và xoa bóp theo chỉ dẫn của bác sĩ.
- Khi thấy đau đầu, cổ, gáy lan xuống cánh tay, liệt yếu tứ chi, không nên đi bấm nắn vặn vẹo thô bạo dễ gây ra những tổn thương nghiêm trọng mạch, dây thần kinh vùng cổ, mà cần đi đến các chuyên khoa thần kinh để xác định bệnh chính xác để điều trị.

### Một số liệu pháp
Thoái hoá là quá trình theo tính quy luật, do vậy không thể điều trị khỏi mà chỉ dùng các biện pháp để giảm triệu chứng như dùng thuốc, các biện pháp vật lý trị liệu, phục hồi chức năng. Thuốc aspirin cũng là loại thuốc có tác dụng giảm đau nhất thời, và nên tham khảo ý kiến bác sĩ về việc sử dụng loại thuốc này. Tuy nhiên, không nên quá lạm dụng nó sẽ gây nên những mặt trái cho sức khỏe. Mát xa cổ cũng là một trong những cách giảm đau mỏi cho cổ rất hữu hiệu. Dùng tay phải tìm đốt sống cổ thứ 7 (to hơn các đốt sống khác) và day xung quanh đốt sống đó. Các động tác có thể làm tại nhà như chườm nóng, xoa bóp nhẹ nhàng bên ngoài, làm mềm da, nhất thiết không được vặn, nắn mạnh. Một số phương pháp tập luyện vận động cổ đơn giản như: 
- Nghiêng cổ sang phải rồi sang trái mỗi bên 10 lần. Cúi cổ về phía trước (cằm tì vào ngực càng tốt), ngửa cổ về phía sau (gáy tựa vào vai) mỗi phía 10-15 lần.
- Quay cổ: Cúi đầu về phía trước quay cổ về phía vai trái về phía sau, phía vai phải rồi trở lại phía trước. Quay từ từ hết một vòng rồi quay ngược lại, mỗi chiều 5 lần.
- Nhấc vai: Tự nhấc vai trái rồi đến vai phải mỗi bên 10 lần, sau đó nhấc cả hai vai cùng lúc 10 lần.
- Xát cổ: Lấy tay phải xát cổ trái từ trên xuống và ngược lại, mỗi bên 15 lần. Xát gáy: Các ngón tay của hai bàn tay đan với nhau ôm vào sau gáy kéo qua kéo lại 10 lần.[1]

Ngoài ra, thoái hóa đốt sống cổ không thể chữa triệt để mà chỉ có thể hạn chế nó, tốt nhất là bằng các hình thức tập thể dục, thể thao, vận động, và bổ sung các chất làm nhờn khớp. Yoga cũng là một trong những giải pháp cho việc phòng, hỗ trợ chữa bệnh thoái hóa đốt sống cổ và lưng. Bệnh nhân có thể kết hợp sử dụng một số bài thuốc dân gian từ các loại thảo dược như: Ngải cứu, vỏ chanh, vỏ đu đủ, gừng tươi, mật ong, bột quế để hỗ trợ giảm đau và can thiệp điều trị bảo tồn. Đây đều là những thảo mộc có thể dùng bằng phương pháp uống hoặc đắp, lành tính, không gây tác dụng phụ.